# Grey-Turner-Zeichen

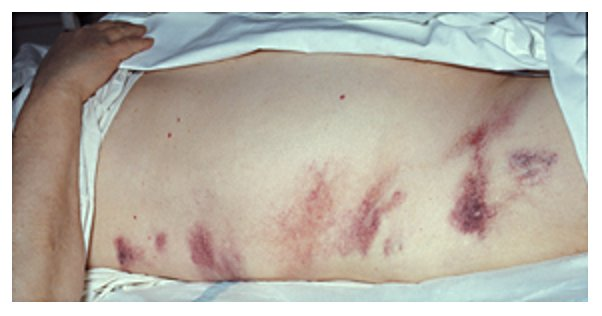
Grey-Turner-Zeichen

Das Grey-Turner-Zeichen (englisch Grey-Turner’s sign) ist, wie auch das Cullen-Zeichen, ein klinisches Zeichen für eine schwere akute Pankreatitis. Dabei treten im Flankenbereich bläulich-grünliche Flecken auf. Sie entstehen durch eine ödematose Durchtränkung der Subkutis und lokale Einblutungen aus kleinen Gefäßen, auch als Ekchymosen bezeichnet, die durch Autodigestion von Blutgefäßen durch Pankreasenzyme bzw. durch Blutungen im Retroperitoneum ausgelöst werden.
Das Zeichen ist benannt nach dem englischen Chirurgen George Grey Turner (1877–1951).

## Originalbeschreibung
- G. G. Turner: Local discoloration of abdominal wall as a sign of acute pancreatitis. In: British Journal of Surgery, 1919, Band 7, Nr. 27, S. 394–395; doi:10.1002/bjs.1800072711.